# Waterkrachtcentrale Sajano-Sjoesjenskaja
De waterkrachtcentrale Sajano-Sjoesjenskaja (Russisch: Саяно-Шушенская гидроэлектростанция; Sajano-Sjoesjenskaja gidroelektrostantsia) is een waterkrachtcentrale in de rivier de Jenisej bij de stad Sajanogorsk in de Russische autonome republiek Chakassië. Haar stroomvoorziening wordt geleverd door de stuwdam van Sajano-Sjoesjenskaja. Het is gemeten naar gemiddelde jaarproductie de grootste waterkrachtcentrale van Rusland en de op vier na grootste waterkrachtcentrale van de wereld. RusHydro is de eigenaar van de centrale.

## Algemene informatie
De bouw van de centrale vond plaats tussen 1963 en 1988. Ze werd in 1978 gekoppeld aan het elektriciteitsnet.
De stuwdam is een van de hoogste boogdammen ter wereld, met een totale hoogte van 242 meter. De dam heeft een breedte van 110 meter aan de basis en 25 meter aan de top. De lengte van de dam is aan de top 1066 meter, opgedeeld in een vaste dam aan linkerzijde van 246 meter, de dam van de centrale van 332 meter, de noodoverlaatdam van 190 meter en een vaste dam aan rechterzijde van 298 meter.
De centrale bestaat uit 10 turbines met elk een vermogen van 640 MW wat een totaal vermogen van 6400 MW oplevert. De gemiddelde jaarproductie is 23,5 terawattuur (TWh), met een piekproductie van 27,4 TWh in 2018. Het vorige record lag op 26,8 TWh in 2006. Het water in de aanvoerkanalen heeft een val van 194 meter. De centrale wordt uitgebaat door RusHydro, en levert 25% van de totale productiecapaciteit van dit bedrijf.
Het Sajano-Sjoesjenskajastuwmeer heeft een oppervlakte van 621 km². Het bruikbare volume is 15,34 km³ op een totaal volume van 31,34 km³. Het meer heeft een totale lengte van 320 kilometer en een maximale breedte van 10 kilometer. Het meer strekt zich uit over het grondgebied van de autonome republieken Chakassië en Toeva en de kraj Krasnojarsk. Het wateroppervlak bevindt zich op 540 meter boven de zeespiegel.

## Ongeval van 17 augustus 2009
Bij een explosie van een transformator op 17 augustus 2009 om 8:15 uur plaatselijke tijd (0015 GMT) werden twee aanvoerkanalen beschadigd en liep een gedeelte van de turbinezaal onder water. De elektriciteitsproductie viel volledig uit. De beperkte capaciteit van de hoogspanningsleidingen die ook de verdeling van overtollige stroom in het verleden belemmerde, laat nu ook enkel de stroomaanvoer toe voor de residentiële gebruikers. De grote industriële klanten, waaronder de grote aluminiumsmelterijen van RUSAL uit Sajanogorsk en andere Chakassische steden vielen zonder stroom. De smelter van Sajanogorsk kon volgens een zegsman echter blijven doordraaien door alternatieve energiebronnen. De smelters van Krasnojarsk, Kemerovo en Novokoeznetsk draaiden echter op gereduceerde capaciteit.
De aandelenhandel in RusHydro op de London Stock Exchange werd na het ongeval en de daarop volgende koersval geschorst.
In maart 2011 werd het onderzoek naar het ongeval afgesloten waarbij 75 mensen het leven verloren en 85 personen gewond raakten. Als oorzaak van het ongeval werd schade door vibratie genoemd. Dit leidde tot metaalmoeheid in de bouten die de afsluiter van turbine 2 vasthield. De bouten braken af waardoor de afsluiter los kwam te liggen en een grote hoeveelheid water onder hoge druk in de generatorhal spoot en aanzienlijke schade veroorzaakte. Zeven medewerkers, waaronder de voormalige directeur van de centrale Nikolai Nevolko, zijn aangeklaagd vanwege het overtreden van regels met betrekking tot de veiligheid.
Tijdens het ongeval werden drie van de 10 turbines vernietigd en de overige zeven raakten beschadigd. RusHydro gaat ongeveer US$ 700 miljoen investeren in de reparatie van de centrale. In 2013 werden nog eens drie eenheden in gebruik genomen met een capaciteit van 1920 MW waarmee het totaal op zeven is uitgekomen. De laatste drie eenheden zijn in 2014 in gebruik genomen.

## Productie
In 2014 leverde de centrale 20,4 TWh (2013: 25 TWh) aan elektriciteit. Ondanks de uitbreiding van de capaciteit met drie eenheden daalde de productie ten opzichte van het jaar ervoor door een lagere toevoer van water. In 2015 lag de productie op nagenoeg hetzelfde niveau als in 2014, maar in 2016 nam deze met 30% toe tot 27,0 TWh.
| Jaar | Productie (in miljoenen kWh) |
| ---- | ---------------------------- |
| 2011 | 19.720                       |
| 2012 | 19.092                       |
| 2013 | 24.875                       |
| 2014 | 20.374                       |
| 2015 | 20.626                       |
| 2016 | 26.958                       |
| 2017 | 23.238                       |
| 2018 | 27.443                       |
| 2019 | 25.084                       |